# SAGOOL
SAGOOL（サグール）は、チームラボならびにチームラボビジネスディベロップメントが開発した検索エンジン。

## 概要
検索結果の表示順を決定するアルゴリズムに独自開発の「オモロ」を採用し、被リンク数の多い記事よりもポジティブな感情表現・評価がされている記事を重視することで、「人の主観・興味を反映した検索結果」を表示する。
2006年（平成18年）5月31日にベータ版が公開。翌2007年（平成19年）5月には任天堂の家庭用ゲーム機Wiiでの検索に対応した「Oui SAGOOL」（ウィー・サグール）が開発された。